# WFDC2
WFDC2 (англ. WAP four-disulfide core domain 2) – білок, який кодується однойменним геном, розташованим у людей на короткому плечі 20-ї хромосоми. Довжина поліпептидного ланцюга білка становить 124 амінокислот, а молекулярна маса — 12 993.
| 10         |  | 20         |  | 30         |  | 40         |  | 50         |
| ---------- |  | ---------- |  | ---------- |  | ---------- |  | ---------- |
| MPACRLGPLA |  | AALLLSLLLF |  | GFTLVSGTGA |  | EKTGVCPELQ |  | ADQNCTQECV |
| SDSECADNLK |  | CCSAGCATFC |  | SLPNDKEGSC |  | PQVNINFPQL |  | GLCRDQCQVD |
| SQCPGQMKCC |  | RNGCGKVSCV |  | TPNF       |  |            |  |            |

A: Аланін

C: Цистеїн

D: Аспарагінова кислота

E: Глутамінова кислота

F: Фенілаланін

G: Гліцин

I: Ізолейцин

K: Лізин

L: Лейцин

M: Метіонін

N: Аспарагін

P: Пролін

Q: Глутамін

R: Аргінін

S: Серин

T: Треонін

Кодований геном білок за функціями належить до інгібіторів протеаз, інгібіторів серинових протеаз, інгібітор тіолових протеаз. 
Задіяний у такому біологічному процесі, як альтернативний сплайсинг. 
Секретований назовні.